# Ernst von Unger

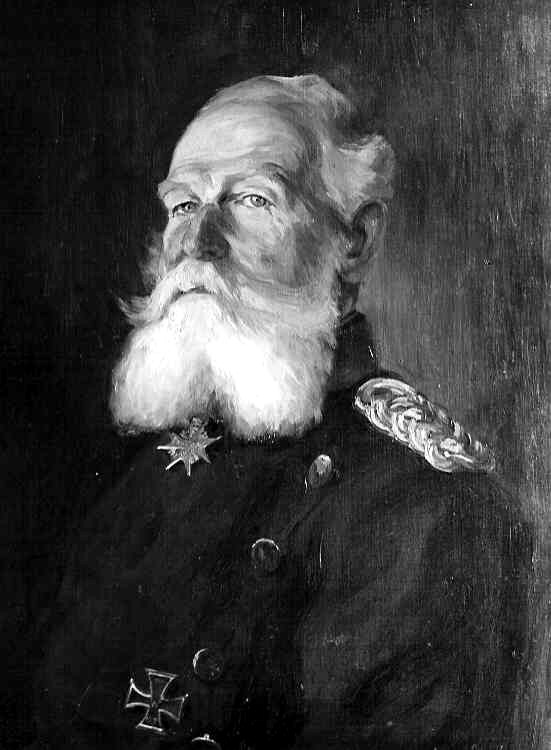
Ernst von Unger (1831–1921), General der Kavallerie

Ernst Karl Friedrich von Unger (* 5. Juni 1831 in Groß-Stöckheim; † 10. Oktober 1921 in Falkenberg) war ein preußischer General der Kavallerie.

## Leben

### Herkunft
Ernst war das jüngste und sechste Kind des Gutsbesitzers und Braunschweigischen Geheimen Kammerrates Friedrich Wilhelm von Unger und dessen Ehefrau Henriette, geborene von Schrader (1795–1837).

### Militärkarriere
Ernst von Unger erhielt seine Schulbildung auf dem Gymnasium Große Schule in Wolfenbüttel und in den Kadettenanstalten in Potsdam und Berlin. Mit 18 Jahren begann er seine militärische Karriere als Sekondeleutnant im Garde-Husaren-Regiment in Potsdam. Im Jahr 1859 zum Rittmeister befördert, kam er zum Großen Generalstab nach Berlin, danach in den Generalstab der 6. Division in Brandenburg. In dieser Stellung war er an allen wesentlichen Entscheidungen im Deutsch-Dänischen Krieg von 1864 beteiligt. Auf Grund seiner dabei erworbenen Verdienste wurde er am Ende des Krieges zum damals jüngsten Major der Preußischen Armee befördert. In Potsdam war er Mitglied der Freimaurerloge Teutonia zur Weisheit.
Im Krieg 1866 gegen Österreich kam er als Generalstabsoffizier beim Oberkommando der 1. Armee unter Prinz Friedrich Karl Nikolaus von Preußen zum Einsatz. Für einen sehr wichtigen wagemutigen Erkundungsritt am 2. Juli 1866, dem Tag vor der Schlacht bei Königgrätz, erhielt er die höchste preußische Kriegsauszeichnung für Offiziere, den Orden Pour le Mérite. Ein ausführlicher Bericht über diesen Ritt und seine Bedeutung für die Planung und den Ausgang der Schlacht findet sich in Theodor Fontanes Buch „Der deutsche Krieg von 1866“.
Im Deutsch-Französischen Krieg war Unger Oberst (seit 26. Juli 1870) und Chef des Generalstabes des VII. Armee-Korps. Als solcher machte er die Schlachten bei Spicheren, Colombey und Gravelotte sowie die Belagerung von Metz mit. Unger, der bis dahin nie Urlaub genommen hatte, erkrankte im November 1870 so schwer, dass er im weiteren Verlauf des Krieges dienstunfähig war. Nach seiner Genesung konnte er seine militärische Karriere zunächst fortsetzen. 1874 wurde er Brigadekommandeur, 1875 Generalmajor, 1881 Generalleutnant und Kommandeur der 22. Division in Kassel. In dieser Stellung musste er aus gesundheitlichen Gründen um seinen Abschied bitten, der ihm am 3. Dezember 1887 unter gleichzeitiger Verleihung des Charakters als General der Kavallerie gewährt wurde.
Seinen Lebensabend verbrachte Unger in Berlin. In Würdigung seiner Verdienste verlieh Wilhelm II. ihm am 13. September 1916 die Goldene Krone zum Pour le Mérite. Nach dem Ersten Weltkrieg siedelte er zu seiner Tochter Hildegard von Alvensleben nach Falkenberg bei Fürstenwalde über, wo er im Alter von 90 Jahren starb und seine letzte Ruhe auf dem dortigen Familienfriedhof fand.

### Familie
Unger war verheiratet mit Agnes Müller von Lauingen (1835–1914) aus Lauingen bei Braunschweig und hatte mit ihr drei Kinder:
- Hans (1856–1900)
- Kurt (1859–1931), preußischer General der Kavallerie
- Hildegard (1864–1942) ⚭ Joachim von Alvensleben (1856–1932) aus Falkenberg bei Fürstenwalde

Der Politiker und Militär Udo von Alvensleben ist sein Enkel.